# بریستول بولینگبروک
بریستول بولینگبروک (به انگلیسی: Bristol Bolingbroke) یک هواگرد ساختِ کارخانهٔ بریستول ایروپلین در کشور بریتانیا است که در سال ۱۹۳۹–۱۹۴۳ ساخته شد. نخستین استفاده‌کنندهٔ این هواپیما نیروی هوایی سلطنتی کانادا بوده‌است. این هواگرد برای نخستین بار در ۱۴ سپتامبر ۱۹۳۹ میلادی مورد استفاده قرار گرفت.